# Виборзький район (Ленінградська область)
Ви́борзький муніципа́льний райо́н — муніципальне утворення у складі Ленінградської області.
Адміністративний центр — місто Виборг, звідси і назва району.
Був утворений у листопаді 1944 року.
Історично йому передувала Виборзька губернія, створена в 1721-у і яка входила до складу незалежної Фінляндії з 1917 року.

## Муніципальні утворення
З 1 січня 2006 року територія Виборзького муніципального району складається з 14 муніципальних утворень: 8 міських і 6 сільських поселень.
| Назва МУ                          | Код ЗКТМУ    | Площа (км²) | Населення (чол.) | К-сть НП | Адміністративний центр |
| --------------------------------- | ------------ | ----------- | ---------------- | -------- | ---------------------- |
| Виборзьке міське поселення        | 41 615 101 1 | 161         | 78700            | 1        | Виборг                 |
| Висоцьке міське поселення         | 41 615 104 3 | ?           | 1700             | 1        | Висоцьк                |
| Глебичівське сільське поселення   | 41 615 414 6 | ?           | 3436             | 4        | Глебичево              |
| Гончаровське сільське поселення   | 41 615 476 9 | ?           | 9028             | 19       | Гончарово              |
| Каменогірське міське поселення    | 41 615 106 8 | ?           | 11837            | 30       | Каменогірськ           |
| Красносільське сільське поселення | 41 615 436 3 | ?           | 4973             | 21       | Красносільське         |
| Лісогірське міське поселення      | 41 615 154 5 | ?           | 3919             | 3        | Лісогірський           |
| Первомайське сільське поселення   | 41 615 460 9 | 579         | 8493             | 15       | Первомайське           |
| Полянське сільське поселення      | 41 615 464 8 | ?           | 12187            | 28       | Поляни                 |
| Приморське міське поселення       | 41 615 108 2 | 900         | 9895             | 17       | Приморськ              |
| Рощинське міське поселення        | 41 615 158 4 | ?           | 14229            | 12       | Рощино                 |
| Свєтогорське міське поселення     | 41 615 114 1 | 50          | 15600            | 1        | Свєтогорськ            |
| Селезньовське сільське поселення  | 41 615 476 9 | ?           | 5935             | 19       | Селезньово             |
| Совєтське міське поселення        | 41 615 163 4 | ?           | 8494             | 11       | Совєтський             |

2 березня 2008 року пройшли референдуми по об'єднанню Свєтогірського та Лисогірського міських поселень. Жителі проголосували за об'єднання муніципальних утворень з 1 січня 2010 року.